# Margaret Ngotho
Margaret Ngotho (* 23. Juni 1970) ist eine ehemalige kenianische Leichtathletin, die im Mittel- und Langstreckenlauf an den Start ging. 1991 und 1995 wurde sie Team-Weltmeisterin im Crosslauf. Auch ihre Schwester Jane Ngotho war als Leichtathletin aktiv.

## Sportliche Laufbahn
Erste internationale Erfahrungen sammelte Margaret Ngotho vermutlich bei den Crosslauf-Weltmeisterschaften 1988 in Auckland, bei denen sie nach 21:18 min auf den 96. Platz über die Langdistanz gelangte. 1990 gewann sie bei den Afrikameisterschaften in Kairo in 4:27,14 min die Bronzemedaille im 1500-Meter-Lauf hinter Maria de Lurdes Mutola aus Mosambik und der Uganderin Edith Nakiyingi und sicherte sich über 3000 Meter in 9:16,41 min die Bronzemedaille hinter den Äthiopierinnen Derartu Tulu und Luchia Yishak. Im Jahr darauf belegte sie bei den Crosslauf-Weltmeisterschaften 1991 in Antwerpen in 20:55 min den neunten Platz über die Langdistanz und gewann in der Teamwertung die Goldmedaille. Bei den Crosslauf-Weltmeisterschaften 1995 in Durham wurde sie in 20:40 min Vierte im Einzelbewerb und sicherte sich im Teambewerb erneut die Goldmedaille. Im September belegte sie beim IAAF Grand Prix Final in Monaco in 8:50,09 min den achten Platz im 3000-Meter-Lauf. Bei den Crosslauf-Weltmeisterschaften 2000 in Vilamoura gewann sie in 13:00 min die Bronzemedaille über die Kurzdistanz hinter der Äthiopierin Kutre Dulecha und Zahra Ouaziz aus Marokko und im Jahr darauf wurde sie bei den Crosslauf-Weltmeisterschaften 2001 in Ostende in 15:20 min Zehnte und gewann in der Teamwertung die Silbermedaille hinter dem äthiopischen Team. 2004 beendete sie ihre aktive sportliche Karriere im Alter von 34 Jahren.
2000 wurde Ngotho kenianische Meisterin im kurzen Crosslauf-Einzel.

## Persönliche Bestleistungen
- 1500 Meter: 4:07,38 min, 7. Juni 2003 in Sevilla
- 3000 Meter: 8:50,09 min, 9. September 1995 in Monaco
- 5000 Meter: 15:24,53 min, 5. Juni 1995 in Hengelo